# Кува (приток Иньвы)
Кува́ — река в России, протекает по Кудымкарскому району Пермского края. Устье реки находится в 155 км по левому берегу реки Иньва. Длина реки составляет 81 км, площадь водосборного бассейна 904 км².

## География
Исток реки на Верхнекамской возвышенности в 5 км северо-западнее села Верх-Буждом и в 40 км к северо-западу от Кудымкара. Исток расположен неподалёку от границы с Кировской областью на водоразделе с бассейном реки Чус. Река в верховьях течёт на северо-восток, от села Кува поворачивает на восток, ниже устья Мечкора — на юго-восток. Русло чрезвычайно извилистое, в среднем и нижнем течении образует меандры и старицы. Впадает в Иньву на юго-западной окраине города Кудымкар. Перед устьем на реке запруда, известная как Кувинский пруд. В черте Кудымкара над Кувой два моста.
Крупнейший населённый пункт на реке, не считая Кудымкара — село Кува. Кроме него река протекает деревни Большая Сидорова, Малая Сидорова, Пихтовка, Васюкова, Мальцева, Егорова, Першина, Мечкор, Мошева, Отево, Дёмина.

## Притоки (км от устья)
- река Лекуб (пр)
- река Рябинащор (пр)
- 16 км: река Сенькашор (пр)
- 29 км: река Кузьва (пр)
- 31 км: река Мечкор (лв)
- река Новакшор (пр)
- 58 км: ручей Вендошор (лв)
- река Шайтановка (лв)
- река Тебеньшор (пр)
- 63 км: река Кочкар (лв)
- река Налимшор (пр)
- 67 км: река Пихтовка (лв)
- 69 км: река Шайтанка (лв)
- 70 км: река Шер-Кува (лв)
- река Ягшор (пр)

## Данные водного реестра
По данным государственного водного реестра России относится к Камскому бассейновому округу, водохозяйственный участок реки — Кама от города Березники до Камского гидроузла, без реки Косьва (от истока до Широковского гидроузла), Чусовая и Сылва, речной подбассейн реки — бассейны притоков Камы до впадения Белой. Речной бассейн реки — Кама.
Код объекта в государственном водном реестре — 10010100912111100007956.